# Conte di Bridgewater

Stemma di Egerton

Il conte di Bridgwater fu un titolo nobiliare creato due volte nel regno d'Inghilterra, primo nel 1538 a favore di Henry, IX barone Daubeny, e estinse con la sua morte nel 1548 e venne ricreato nel 1617 per John Egerton, erede del Thomas Egerton, visconte Brackley, nonché proprietario delle terre attorno alla cittadina di Bridgwater, nel Somerset.
Gli succedette il figlio maggiore Sir John Egerton, lord luogotenente del Buckinghamshire, Lancashire, Cheshire e di Herefordshire. Alla sua morte il titolo passò al figlio John, il terzo conte, che servì la corona come ministro del Commercio e come lord commissario dell'Ammiragliato. Scroop Egerton, quarto conte, ricoprì diversi incarichi a corte divenendo nel 1720 marchese di Brackley e duca di Bridgwater.
Lord Francis Egerton, erede e figlio minore di Scroop (I duca di Bridgwater) e noto come padre della navigazione interna britannica, fu l'ultimo duca e alla sua morte divenne conte di Bridgwater suo cugino di primo grado del generale John Egerton. Alla sua morte gli successe suo fratello il reverendo Francis Egerton, l'ultimo conte.

## Elenco dei conti di Bridgwater della prima creazione
- Henry Daubney, I conte di Bridgwater (1493–1548)

## Elenco dei conti di Bridgwater della seconda creazione
- John Egerton, I conte di Bridgewater (1579–1649)
- John Egerton, II conte di Bridgewater (1623–1686)
- John Egerton, III conte di Bridgwater (1646–1701)
- Scroop Egerton, IV conte di Bridgwater (1681–1745) (creato duca di Bridgwater nel 1720)

## Elenco dei duchi di Bridgwater
- Scroop Egerton, I duca di Bridgewater (1681–1745)
- John Egerton, II duca di Bridgwater (1727–1748)
- Francis Egerton, III duca di Bridgwater (1736–1803)

## Elenco dei conti di Bridgwater della seconda nuova creazione
- John William Egerton, VII conte di Bridgwater (1753–1823)
- Francis Henry Egerton, VIII conte di Bridgwater (1756–1829)